# NGC 1001
NGC 1001 is een spiraalvormig sterrenstelsel in het sterrenbeeld Perseus. Het hemelobject werd op 8 december 1871 ontdekt door de Franse astronoom Édouard Jean-Marie Stephan.

## Synoniemen
- PGC 10050
- MCG 7-6-50
- ZWG 539.69